# Center for Aktiv BeskæftigelsesIndsats
Cabi (Tidligere: Center for Aktiv BeskæftigelsesIndsats) er et landsdækkende non profit videnshus, som arbejder for et socialt ansvarligt arbejdsmarked.
Cabi understøtter samarbejdet og bygger bro mellem virksomheder og kommuner med fokus på at fremme rummelighed og socialt ansvar på arbejdsmarkedet. Det sker gennem indsatser inden for forebyggelse, fastholdelse og rekruttering af udsatte grupper.
En lang række andre aktører bruger også Cabi. Blandt andre:
- Handicaporganisationer
- Erhvervsorganisationer
- Erhvervsskoler
- Patientforeninger
- Fagforeninger og A-kasser.

## Organisation
Cabi er en uvildig organisation med bevilling på finansloven og fra SSA-reserven. Cabi har egne vedtægter og egen bestyrelse med repræsentanter fra arbejdsmarkedets parter. Formand for bestyrelsen er Mogens Lindhard. 
Cabi er beliggende på på Åboulevarden 70, 3., 8000 Aarhus C. Direktøren er Mette Rønnau.

## Historie
- 1995: Cabi udsprang fra syv landsdækkende formidlingscentre, som blev oprettet af Socialministeriet 1. januar 1995

- 2002: Cabi blev oprettet som en selvejende institution under Beskæftigelsesministeriet som følge af beslutningen om at fusionere UdviklingsCenter for Beskæftigelse på Særlige Vilkår og FormidlingsCenter Aarhus

- 2013: Cabi blev igen fusioneret. Denne gang med Virksomhedsnetværk for Socialt Ansvar (Vinsa), samtidig med at sekretariatsfunktionen for Virksomhedsforum for Socialt Ansvar (VFSA) blev tilknyttet Cabi

- 2018: Regeringen lancerede Rådet for Samfundsansvar og Verdensmål, som var en sammenlægning af Virksomhedsforum for Socialt Ansvar (VFSA) og Dialogforum for Samfundsansvar og Vækst. Ved sammenlægningen ophørte Cabis varetagelse af sekretariatsfunktionen for VFSA.